# Wolfram Seidel
Wolfram Willy Seidel (* 6. Februar 1967 in Plauen, Sachsen) ist ein deutscher Chemiker und Hochschullehrer. Er ist seit 2009 Professor für Metallorganik und Koordinationschemie an der Universität Rostock.

## Leben
Nach seinem Abitur studierte Seidel von 1987 bis 1993 Chemie zuerst an der Humboldt-Universität zu Berlin und später an der Technischen Universität Berlin. Nach dem Abschluss als Dipl.-Chemiker begann er 1993 seine Dissertation an der Freien Universität Berlin in der Arbeitsgruppe von Ekkehardt Hahn mit dem Titel Synthese und Koordinationschemie funktionalisierter Dithiolat- und chelatisierender Poly(dithiolat)-Ligenden. Es folgte ein zweijähriger Aufenthalt als Feodor-Lynen-Stipendiat an der University of British Columbia. 1999 zog Seidel zurück nach Deutschland, um in Münster als Akademischer Rat in der Arbeitsgruppe von  Ekkehardt Hahn an der Universität Münster zu arbeiten. Dort habilitierte er sich 2007 mit einer Arbeit über die Chancen und Grenzen einer Koordinationschemie mit dem Liganden Acetylendithiolat.
Im Anschluss daran folgte er einem Ruf an die Universität Rostock, wo er seit 2009 den Lehrstuhl für Metallorganische Chemie und Koordinationschemie innehat.

## Forschungsthemen
- Entwicklung neuer Donoralkinkomplexe
- Neue Ligandensysteme für die Photokatalyse
- Untersuchung zu C-C-Bindungsreaktionen
- Synthese funktionalisierter Polymere

## Veröffentlichung (Auswahl)
- Mit Matthias J. Meel, Udo Radius, Markus Schaffrath und Tania Pape: On the Prospects of Polynuclear Complexes with Acetylenedithiolate Bridging Units. In: Inorganic Chemistry. Bd. 46, Nr. 23, 2007, S. 9616–9629, doi:10.1021/ic7008286.
- Mit Kai Helmdach, Stephan Dörk und Alexander Villinger: Sterically encumbered metalla-diphosphines: unlocking alkyne rotation by PtII coordination. In: Dalton Transactions. Bd. 46, Nr. 34, 2017, S. 11140–11144, doi:10.1039/c7dt01803g.
- Mit Matthias J. Meel, Markus Schaffrath und Tania Pape: In Pursuit of an Acetylenedithiolate Synthesis. In: European Journal of Organic Chemistry. Bd. 2007, Nr. 21, 2007, S. 3526–3532, doi:10.1002/ejoc.200601107.